# Beaumont-du-Périgord
Beaumont-du-Périgord är en kommun i departementet Dordogne i regionen Nouvelle-Aquitaine i sydvästra Frankrike. Kommunen ligger i kantonen Beaumont-du-Périgord som tillhör arrondissementet Bergerac. År 2018 hade Beaumont-du-Périgord 1 048 invånare.

## Befolkningsutveckling
Antalet invånare i kommunen Beaumont-du-Périgord
Referens:INSEE